# Liste der Monuments historiques in Beautiran
Die Liste der Monuments historiques in Beautiran führt die Monuments historiques in der französischen Gemeinde Beautiran auf.

## Liste der Bauwerke
| Bezeichnung       | Beschreibung                  | Standort | Kennzeichnung | Schutzstatus | Datum | Bild |
| ----------------- | ----------------------------- | -------- | ------------- | ------------ | ----- | ---- |
| Schloss Couloumey | Erbaut im 18./19. Jahrhundert | (Lage)   | PA33000055    | Inscrit      | 2002  |      |